# Razzaq Farhan
Razzaq Farhan (arabisch رزاق فرحان, DMG Razzāq Farḥān; * 1. Juli 1977 in Bagdad) ist ein ehemaliger irakischer Fußballspieler.

## Karriere

### Klub
Farhan begann seine Karriere 1994 bei al-Qouwa al-Dschawiya, wo er bis nach seinem Wechsel nach Katar im Jahre 2002 spielte. Dort war er beim Qatar SC und beim Al-Shamal Sports Club aktiv, ehe er 2004 zu ar-Riffa nach Bahrain wechselte. Dort konnte sich Farhan allerdings nicht etablieren und wechselte nach einem Saison zum Dubai SC in die zweite Liga der Vereinigten Arabischen Emirate. Ab Juli 2006 spielte Farhan beim FC Ajman, ebenfalls in der zweiten Liga der VAE. Nach kurzen Aufenthalten in Bahrain und Jordanien kehrte er 2009 in den Irak zurück und war seither wieder für al-Qouwa al-Dschawiya tätig. Im Jahr 2012 beendete er seine Laufbahn.

### Nationalmannschaft
Für die irakische Nationalmannschaft wurde Razzaq Farhan erstmals 1999 berufen. Er nahm mit dem Irak an den Asienmeisterschaften 2000 im Libanon und 2004 in China teil, weiterhin gehörte er während der Olympischen Spiele 2004 zum irakischen Kader. In 62 Spielen erzielte Farhan insgesamt 25 Tore. Im April 2007 wurde Farhan für zwei Jahre von der irakischen Nationalmannschaft suspendiert, noch im selben Jahr trat er zurück.